# Blountville
Blountville é uma Região censo-designada localizada no estado norte-americano de Tennessee, no Condado de Sullivan.

## Demografia
Segundo o censo norte-americano de 2000, a sua população era de 2959 habitantes.

## Geografia
De acordo com o United States Census Bureau tem uma área de 
14,8 km², dos quais 14,8 km² cobertos por terra e 0,0 km² cobertos por água. Blountville localiza-se a aproximadamente 462 m acima do nível do mar.

## Localidades na vizinhança
O diagrama seguinte representa as localidades num raio de 16 km ao redor de Blountville. 